# Бушмилс
Бушмилс (англ. Bushmills, ирл. Muileann na Buaise) — деревня в районе Мойл графства Антрим Северной Ирландии. Деревня известна своей близостью к Дороге гигантов и вискикурней Бушмилс.
Бушмилс определяется Northern Ireland Statistics and Research Agency (NISRA) как деревня (то есть как населённый пункт с 1000—2250 жителями).
Местная железнодорожная станция была открыта 28 января 1883 года и закрыта 1 октября 1949 года.
Деревня известна дистиллерией (винокурней) Old Bushmills Distillery, наиболее раннее упоминание о которой датируется 1743 годом. Также известно, что в 1608 году король Яков I даровал лицензию на производство виски в местности, где расположена Бушмилс.